# Dora Janssen
Pour les articles homonymes, voir Janssen.
Dora Janssen est une amatrice et collectionneuse d'art belge. Sa collection d'art précolombien, connue sous le nom de Collection Paul et Dora Janssen, riche de 350 pièces, a été cédée à la Belgique, à titre de dation, et est visible au Museum aan de Stroom à Anvers.

## Biographie
Dora Arts est née à Anvers le 22 août 1936. Elle épouse Paul Janssen le 1er juillet 1957. Ils ont cinq enfants : Graziëlla (1958), Herwig (1959), Yasmine (1960), Pablo (1961) en Maroussia (1967).
Dora Jansen est une grande voyageuse, elle accompagne son mari dans ses voyages d'affaires et voyage aussi, à titre personnel, à travers le monde, sac sur le dos.

« Je voyage chaque année depuis trente ans. J'ai été au pôle Nord, j'ai parcouru la Mongolie à cheval. J'ai commencé à élever du bétail en Arizona avec des cow-boys et il y a deux ans, j'ai eu un voyage très difficile au nord du Vietnam. En 1957, Paul et moi avons déménagé au Liban. C'était mon premier voyage, après notre lune de miel. Paul n'avait jamais pris de vacances avant notre mariage. Il avait trente ans quand nous nous sommes mariés, j'avais vingt ans. « Nous sommes partis pour un mois », dit-il alors. Nous sommes partis pour Scherpenheuvel parce que ma mère devait le faire. De là, nous sommes allés en Allemagne, en Autriche, en Italie et de retour chez nous via la France. »

Elle découvre les musées en Asie et en Amérique du Sud, se passionne rapidement pour l'art précolombien et commence à acheter des pièces qu'elle apprécie.

## La Collection Paul et Dora Janssen

### Constitution de la collection par Dora Janssen
Dora Janssen est autodidacte. Elle étudie l'art précolombien à l'aide de nombreux livres, qu'elle finit par collectionner aussi. Pour ses acquisitions, elle suit ses coups de cœur, sans tenir compte de la valeur marchande. D'ailleurs, à l'époque, l'art précolombien n'est pas recherché.
Elle s'intéresse d'abord aux objets en or.
En 1972, elle rencontre Moises Morales, un journaliste qui l'introduit aux objets mayas auxquels elle portera dès lors un amour particulier.

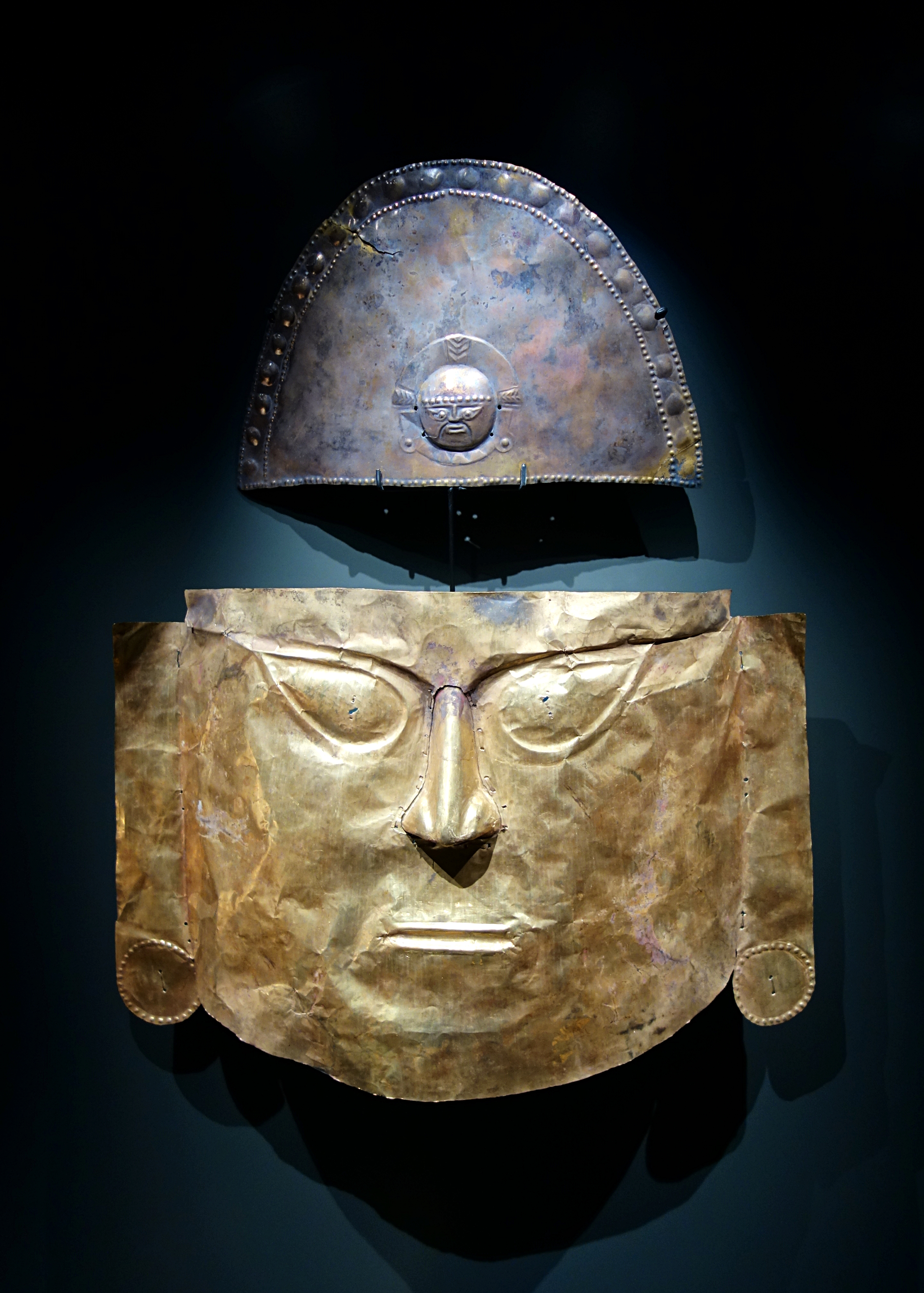
Masque sican de la collection Paul et Dora Janssen

Elle achète peu d'objets sur place mais plutôt à des marchands d'art réputés à Paris ou à New York.
Pendant 35 ans, elle assemble sa collection de 350 pièces. Puis, elle cesse, estimant avoir acquis les plus belles pièces. Elle n'a jamais rien revendu.
Elle conserve sa collection dans sa maison de Vosselaar, en Campine belge, près de Turnhout et Anvers. Elle y fait creuser une « tombe maya » comme au Temple des Inscriptions à Palenque.
Dora Janssen a constitué seule sa collection. Même si son mari la soutient, il n'y contribue pas.

« Il est vrai que mon mari ne s'est jamais impliqué dans ma collection. Il n'y a pas beaucoup regardé. Ce n'est qu'au cours des deux dernières années de sa vie qu'il a déclaré à plusieurs reprises qu'il les aimait beaucoup. Mais jamais à moi. Sauf pendant les trois derniers jours de sa vie, que nous avons passés ensemble à Rome. C'étaient des moments très intenses. Paul savait qu'il allait mourir, mais nous avions encore beaucoup à faire. J'ai vu chez mon mari ce qu'est la peur de mourir. La question : "Et s'il n'y avait rien maintenant ?" »

Elle explique sa passion pour l'art précolombien par le lien de cet art avec la nature et la religion. Si l'art grec ou égyptien a atteint la perfection esthétique, ils ne la font pas rêver. Dans l'art précolombien, les lignes sont moins pures, mais il y a de l'expression et de l'étrangeté, les objets sculptés sont liés à la nature, au soleil, au jaguar.

### La saga de la dation

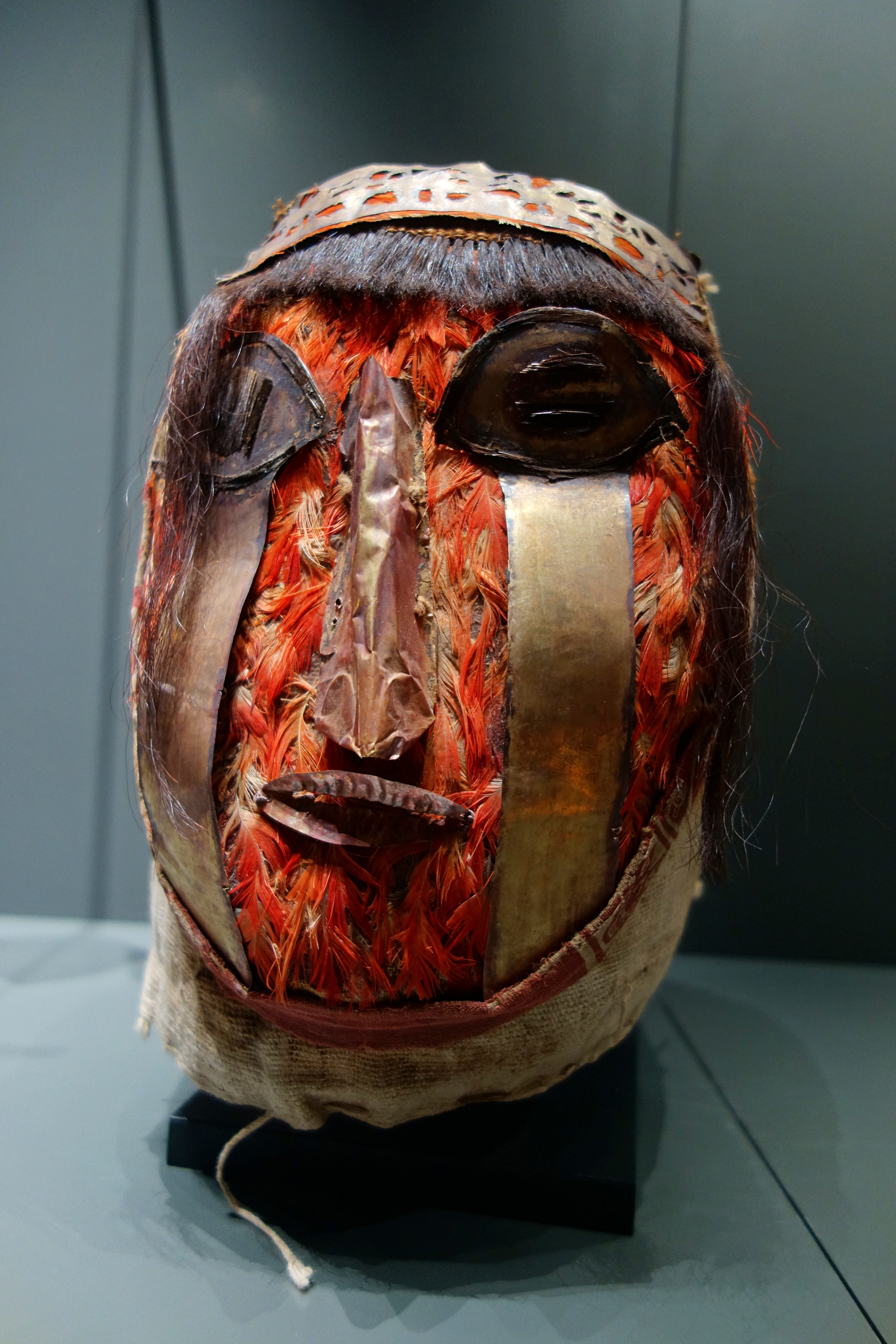
Masque wari de la collection Paul et Dora Janssen.

À la mort de Paul Janssen en 2003, Dora souhaite faire une dation de sa collection à l'état belge afin de payer les frais de succession. Elle exige que la collection reste entière et qu'elle soit présentée à Bruxelles, de préférence aux Musées royaux d'Art et d'Histoire. « En fait, je n'ai qu'à renoncer à un tiers de ma collection pour faire face à mes obligations. Mais je ne veux absolument pas partager ou diviser la collection. Ça n'a aucun sens. La collection est tout aussi intéressante car elle s'étend du nord au sud. Alors je leur donne tout. Je ne fais pas ça pour moi. Je fais cela pour montrer au monde à quel point les Indiens sont fantastiques. »
Le dossier de la dation Janssen est d'abord étudié par une commission dation. Les experts vont évaluer les pièces et s'assurer de la légalité de leur provenance. En effet, dans des cas récents, des musées célèbres ont dû restituer aux pays d'origine des pièces provenant de fouilles ou d'exportations illégales. Mais Dora Janssen peut présenter tous les documents nécessaires et prouver qu'elle a acquis ses pièces auprès d'antiquaires et de maisons de vente reconnues, en toute légalité. La commission écarte tout de même quelques pièces qui pourraient être douteuses mais accepte l'essentiel de la collection en dation.
En Belgique, les successions sont une compétence régionale. Du point de vue juridique, en 2003, la loi prévoit que la dation se fait à l'État fédéral et que l’État rembourse la valeur des droits de succession à la région concernée, en l'occurrence, la Flandre. Mais le ministre fédéral du Budget refuse de reverser les trois millions des frais de succession, même avec des modalités proposées par son homologue flamand Dirk Van Mechelen.
Pour contourner l'obstacle et rendre la loi plus cohérente avec l'évolution institutionnelle du pays, une loi-cadre générale est votée en juillet 2005, prévoyant d'associer les régions à la commission dation et donnant à la région bénéficiaire des droits de succession le pouvoir d'accepter ou non le projet de dation et de décider de l'emplacement futur de celle-ci.
Mais la Région flamande est toujours récalcitrante. Elle estime, d'une part, que la loi n'a pas été votée avec la majorité des deux tiers nécessaire et, d'autre part, qu'elle ne peut pas s'appliquer au cas de Dora Janssen puisque ce dossier a été introduit avant la nouvelle loi. La Région flamande introduit donc un recours en annulation auprès de la Cour d'arbitrage et, en attendant, bloque le fonctionnement de la commission dation pendant des mois en n'y envoyant pas de délégué.
En réalité, il semble qu'au sein du gouvernement flamand, il n'y ait pas d'unanimité sur la position de fond à adopter. Certains, comme le précisera plus tard le ministre bruxellois VLD Guy Van Hengel, jugent la collection trop peu « flamande » et refusent de la voir installée à Bruxelles.
À la mi-juillet 2006, la Cour d'arbitrage rejette le recours flamand et confirme la validité de la loi. La Flandre désigne le 20 juillet, son représentant au sein de la commission dation qui peut de nouveau fonctionner normalement. Didier Reynders demande à la Région flamande de se prononcer sur le fond de la dation Janssen. Mais la Flandre refuse encore, arguant toujours de l'antériorité du dossier à la nouvelle loi. Cependant il y a une jurisprudence avec la dation Gillon qui était dans le même cas et s'est vue appliquer la loi. En attendant, le délai pour le paiement des droits de succession est dépassé et Dora Janssen pourrait être sanctionnée (le ministre Reynders a toutefois signalé à Dora Janssen qu'elle ne devrait pas payer des intérêts de retard sur une succession retardée par l'incurie de l'État), la Flandre refusant de fait la collection Janssen, ne reçoit pas non plus les droits de succession bloqués et ne percevra pas non plus les intérêts de la somme.
Finalement, le 29 juillet 2006, le gouvernement flamand accepte la dation, à savoir l'échange de la quasi-intégralité des objets - sauf une quinzaine, que Dora Janssen conservera jusqu'à sa mort et qui, ensuite, rejoindront la collection - en échange des 7,7 millions d'euros de droits de succession que doit acquitter, depuis 2003, la veuve de Paul Janssen (la collection est estimée à 12 millions d'euros). La collection sera prêtée quelques années aux Musées royaux d'Art et d'Histoire à Bruxelles avant de revenir à Anvers.

Statuette de la collection Paul et Dora Janssen.

La décision de conserver la collection à Anvers n'est pas ce que souhaitait Dora Janssen. Elle voulait que sa collection soit à Bruxelles, « la capitale de l'Europe, de la Belgique et de la Flandre ». Elle a même déménagé de Vosselaar à Bruxelles, pour en être proche et pouvoir la visiter régulièrement. Anvers est tout de même une solution qu'elle peut accepter. La collection est maintenant visible dans le récent Museum aan de Stroom (MAS).
Pendant ces tergiversations de trois ans, Dora Janssen est approchée par un musée américain qui souhaite acheter sa collection et lui propose de très bonnes conditions d'exposition mais elle préfère que les œuvres restent en Belgique et soient vues par ses compatriotes.

### Restitution d’œuvres aux Indiens Kogis
Parmi les pièces de la collection Janssen qui n'ont pas été données à l'État belge figurent 17 objets en or provenant de la tribu Kogi en Colombie. Les objets font partie de la collection du couple Janssen depuis une trentaine d'années. Dora Janssen souhaite les rendre à leurs propriétaires légitimes. Les Kogis, environ 15 000 aujourd'hui, vivent à 4 000 mètres d'altitude dans les Andes. « Il était évident pour moi que les objets devaient retourner dans leur pays », raconte Dora Janssen. « Mais le gouvernement colombien l'a découvert. Je n'ai pas été autorisé à donner la collection aux Kogi, et les objets auraient dû aller dans un musée à Bogota. ». Ce qu'elle refuse. « Pour les Kogi, l'or n'est pas qu'un métal précieux. C'est le reflet du soleil. L'or protège les gens. Cela ne devrait pas être dans une vitrine dans un musée. »
Après deux ans de conflit et de discussion avec le ministère de la Culture colombien, elle est finalement autorisée à rendre le trésor aux Kogis. « Je leur ai rendu quelque chose qui leur est très cher. Pour moi, un rêve est devenu réalité ». L'organisation française Tchendukua, qui a également rendu l'histoire publique, apportera le trésor à la tribu,.

## Fouilles en Chine
L'intérêt pour l'art de Dora Janssen ne se limite pas à l'art précolombien. Dans sa collection, elle a également quelques objets d'autres origines. Mais cette passion a également influé la décision de son mari d'impliquer la société Jannssen Pharmaceutica dans l'aide puis le financement des fouilles des tombes des empereurs Qin Shi Huang et Jingdi en Chine.
Le couple Janssen se trouve en voyage en Chine en 1976, peu de temps après la découverte des tombes de l'empereur Qin Shi Huang (259-210 av. J.-C.) et de son armée de terre. Dora Janssen, très intéressée, souhaite voir les fouilles, mais ce n'est pas encore possible à ce moment-là. En 1996, Dora Janssen retourne à Xi'an où il apparaît que de nombreuses statues en terre cuite sont affectées par des champignons, se décolorent et deviennent poreuses en surface. Paul Janssen fait apporter les premiers échantillons de statues endommagées dans son laboratoire à Beerse dans le courant de 1999 où pas moins de 19 types de champignons différents sont répertoriés. Un traitement est élaboré qui donne de bons résultats. Le 16 septembre 2000, un accord de coopération est signé entre Janssen Pharmaceutica et le Musée de l'armée chinoise en terre cuite à Xi'an. Le 6 juin 2001, le laboratoire Paul Janssen de recherche avancée sur la protection des matériaux est inauguré sur place. Après l'ouverture de l'usine de Xi'an en 1991, le couple Janssen visite la dernière fouille archéologique de la province du Shaanxi, à environ 20 kilomètres de Xi'an, les tombes Han Yang Ling de l'empereur Jingdi. Les Chinois n'ayant pas les moyens de financer les travaux, Paul Janssen prend la décision de faire soutenir officiellement les fouilles par sa société pharmaceutique.

## Expositions
- 2005 : Traces des Amériques, hommage aux cultures précolombiennes, Musée d'art et d'histoire, Genève.
- 2007 : Musées royaux d'Art et d'Histoire, Bruxelles.

Des pièces de la collection sont régulièrement prêtées pour des expositions à travers le monde, comme en 2007 à Venise.